# جي-داريوس
جي-داريوس (بالإنجليزية:G-Darius) لعبة فيديو أركيد من نوع شوتم أب من تطوير شركة تايتو ونشر وتوزيع شركة تي إتش كيو ولقد صدرت لأول مره في يونيو 1997 في اليابان وتعمل على عده منصات منها جهاز بلاي ستيشن.
في عام 2018 ظهرت اللعبة على جهاز بلاي ستيشن كلاسيك.

## روابط خارجية
- جي-داريوس على موبي جيمز